# Linia kolejowa nr 801
Linia kolejowa nr 801 Poznań Starołęka PSK – Poznań Górczyn – zelektryfikowana i eksploatowana w ruchu towarowym, dwutorowa linia kolejowa łącząca stację Poznań Starołęka PSK ze stacją Poznań Górczyn. 
Linia stanowi łącznicę między linią kolejową nr 272 i linią kolejową nr 3. Łącznica znajduje się w wykazie linii o znaczeniu państwowym. 

## Historia
Łącznica została oddana do użytku w 1942 roku. W 1989 roku otrzymała numer 801.